# Spinning Around
"Spinning Around" é uma canção da artista musical australiana Kylie Minogue, contida em seu sétimo álbum de estúdio, Light Years, lançado em 2000. Escrito por Ira Shickman, Osborne Bingham, Kara DioGuardi e Paula Abdul, a obra seria inicialmente gravada por Abdul para seu próprio álbum de retorno, mas foi oferecida a Minogue após o projeto não ser concretizado. Produzida por Mike Spencer, a canção, derivada dos estilos dance-pop e disco, foi lançada como o primeiro single do álbum em 13 de junho de 2000. Liricamente, a canção aborda o tema da reinvenção, com Minogue afirmando que ela mudou como pessoa e aprendeu com o passado.
Após seu lançamento, "Spinning Around" recebeu opiniões favoráveis dos críticos musicais, com os mesmos apontando como um dos destaques do álbum e elogiando Minogue por retornar a aquele estilo que a consolidou. Comercialmente, a canção foi um sucesso imediato e se tornou o single de retorno da cantora,após o fracasso comercial de Impossible Princess (1997). A canção entrou na parada de singles da Austrália na primeira posição, sendo o primeiro gráfico no topo da cantora desde "Confide in Me", lançado em 1994. A canção também debutou na primeira posição no Reino Unido, onde tornou-se seu primeiro número um em mais de 10 anos. Em outros lugares, alcançou a tabela das cinco melhores posições na Irlanda e Nova Zelândia. "Spinning Around" foi certificado platina e prata na Austrália e no Reino Unido, respectivamente.
O vídeo musical de "Spinning Around" foi dirigido por Dawn Shadforth, apresentando Minogue dançando e se divertindo em uma discoteca. Se tornou popular pelo shortinho dourado em que a cantora usou no vídeo, o qual causou um grande alvoroço na mídia.Os hotpants são considerados "icônicos" e tem sido exibidos em exposições de moda da cantora. Desde então,a música fez parte de todas as turnês de Minogue,se tornando um dos pontos altos de seus shows,a única exceção foi Anti Tour.

## Antecedentes e gravação
Em 1997, Minogue lançou seu sexto álbum de estúdio, Impossible Princess. O álbum representou uma mudança drástica na direção musical da cantora, saindo do dance-pop, que era o seu estilo original, para incorporar elementos da eletrônica e do pop rock. Foi seu segundo álbum a ser lançado na editora discográfica britânica Deconstruction, e se tornou um sucesso em seu país nativo, Austrália, chegando a quarta posição na ARIA Albums Chart. No Reino Unido, o álbum foi menos bem sucedido do que os álbuns anteriores de Minogue,chegando a um discreto décimo lugar na parada de álbuns do Reino Unido. O álbum foi severamente criticado no Reino Unido, com comentaristas de música criticando sua mudança de estilo; muitos também consideraram que a carreira de Minogue estava acabada. Apesar de embarcar na Intimate and Live Tour que foi um sucesso em seu país de origem,a Deconstruction decidiu unilateralmente encerrar o seu contrato em 1999. Minogue então assinou com a Parlophone, outra gravadora britânica.
Após várias discussões, Minogue decidiu fazer o que ela fez de "melhor" e retornar para a pop simples inspirada pelo disco e europop, em um projeto chamado Light Years. "Spinning Around" foi incluída como faixa de abertura do álbum e foi escrita por Ira Shickman, Osborne Bingham, Kara DioGuardi e Paula Abdul, e produzida por Mike Spencer. Abdul baseou a canção em seu divórcio do estilista Brad Beckerman, e originalmente tinha a escrito para seu álbum de retorno,entretanto,o projeto não avançou e Abdul ao saber do projeto de retorno,a enviou para Minogue. A canção foi também um retorno para DioGuardi, que havia passado desapercebida durante alguns anos no mundo da música. Em uma entrevista que discutiu o desenvolvimento de Light Years, Minogue revelou que teve o conhecimento do demo da música inicialmente em Nova Iorque pelo executivo da A&R Jamie Nelson, que acreditava que seria "perfeita" para a cantora. Depois de ouvir a demo, Minogue decidiu gravá-la e sentiu que a música seria um sucesso imediato.Sem alarde nenhum, "Spinning Around" foi lançada como o primeiro single do álbum, em 13 de junho de 2000 na Austrália, e 19 de junho no Reino Unido. Minogue foi fotografada por Liz Collins para a capa final do registro. Em 2012, seu livro de retrospectiva de moda Kylie / Fashion, teve uma escrita de Minogue sobre a colaboração, com Kylie dizendo "com 'Spinning Around' era hora de ser pop-tástico novamente. A estética de Liz Collins foi muito mais sobre uma beleza natural".

## Composição
Semelhante a maioria das músicas de Light Years, "Spinning Around" é uma faixa de dance-pop com forte presença de instrumentos de cordas e com influências proeminentes da música disco. De acordo com a partitura da canção, publicada pela BMG Rights Management no Musicnotes.com, é composto na chave de fá sustenido menor e possui um tempo moderado de 120 batidas por minuto. O alcance vocal de Minogue varia da nota baixa de F3 para a nota alta do C5. Abordando o tema da reinvenção, a letra declara que Minogue tinha realmente mudado e havia aprendido com ela mesma os erros do passado, como é dito em linhas como "Estou circulando por aí / Saia do caminho", "Não sou mais a mesma" e "Erros que eu fiz me deram força para realmente acreditar". Em uma análise da letra da canção, Pom Avoledo do Blogcritics escreveu que Minogue exige atenção no refrão em direção as mudanças em sua personalidade e afirma que as pessoas aprenderam a curtir isso "Sei que você está me entendendo porque você gosta disso assim". O primeiro verso trata Minogue se livrando dos itens e símbolos do seu passado e recomeçando, evidenciado em linhas como "Joguei fora as minhas roupas antigas / Arrumei um guarda-roupa melhor". O crítico considerou que, no segundo verso, Minogue enfrenta seus erros e aceita a mesma como ela é. A ponte da canção apresenta a repetição do gancho "você gosta disso assim", com o vocal de Minogue sendo codificada. Chris True, do AllMusic, sentiu que através da letra, Minogue estava admitindo que liberar Impossible Princess, em 1997, não foi a melhor decisão.

## Recepção da crítica
A canção recebeu opiniões favoráveis dos críticos de música. Chris True, do AllMusic, selecionou a música como dos destaques do álbum e disse que a mesma era uma "declaração divertida e com forte presença de instrumentos de cordas de que ela pode ter cometido um erro em 1997". Pom Avoledo elogiou Minogue por retornar ao seu estilo dance-pop e também por dar a "Spinning Around" um "ar de elegância e sensualidade que faltava no seu material inicial". Uma avaliação muito positiva veio de Siobhan Grogan da NME, que favoreceu o refrão da canção e elogiou Minogue por voltar para "o que ela sabe melhor". O crítico sentiu que a canção se tornaria sucesso em boates gays e comentou que "[Spinning Around] é feita da mesma efervescência, disco-pop vertiginoso que fez Kylie famosa em primeiro lugar". Gary Crossing do Yahoo! Music, que deu a Light Years uma revisão mista, sentiu que "Spinning Around" foi uma das melhores faixas do álbum e a chamou um "número pouco furtivo". Em sua revisão de seu álbum de grandes êxitos Ultimate Kylie, lançada em 2004, Jason Shawahn da About.com, elogiou a inclusão na coletânea de canções como "Spinning Around" e outras faixas de Light Years, comentando que foi "uma benção para os consumidores de música nacional, desde que o disco que nunca encontrou seu caminho para o lançamento oficial nos Estados Unidos, embora com qualquer coleção de sucessos de Minogue, um simplesmente tem que olhar para o que eles têm em sua coleção contra o que eles não tem". No ARIA Music Awards de 2000, "Spinning Around" ganhou o prêmio de "Melhor Lançamento Pop".

## Vídeo musical

### Desenvolvimento e sinopse
O vídeo musical de "Spinning Around" foi dirigido por Dawn Shadforth. Como a canção era destinada a ser o single de "comeback" de Minogue e marcar um "retorno decisivo" para a música pop após Impossible Princess, o vídeo não continha qualquer tema sombrio e colocou o "ênfase firmemente sobre "aspectos leves": Kylie estava dançando livre e feli. O vídeo começa com uma captura dos pés de Minogue entrando em uma discoteca. Ela então é mostrada dançando com um homem, a quem ela mais tarde flerta com um sofá. Cenas da cantora dançando na frente de um bar e inclinando em luzes de néon azuladas e douradas são intercaladas em todo o vídeo. A maioria das capturas concentram-se no corpo de Minogue e dispõem de várias cenas dela vestindo um shortinho dourado feito de lamê.

### Legado
Eu passei anos sendo rejeitada, e minha primeira coisa foi Kylie [Minogue gravando "Spinning Around" em 2000]. Não sabia que era Kylie,e ai falei "Kylie,quem?", e eu estava com o coração partido que Paula Abdul não ia gravar-la. Estava pensando, "Kylie Minogue? Quem é Kylie Minogue? Tenho que fazer algum dinheiro ou eu vou ter que voltar ao meu trabalho". E então eu vi sua bunda no vídeo — ela estava de shortinho e o video estava impactante— e eu era como, "OK, eu gosto de Kylie Minogue. Eu vou ganhar dinheiro aqui."

Kara DioGuardi, uma das escritoras de "Spinning Around", sobre a reação dela antes e depois de ver o videoclipe da canção.
Após seu lançamento, o vídeo musical se tornou popular por causa do shortinho que a cantora havia usado durante a gravação. Isso resultou em um furor imediato na mídia. O jornal britânico The Sunday Times considerou as nádegas de Minogue uma "maravilha da natureza" e o The Sun patrocinou uma campanha para "ter o traseiro de Kylie Minogue listado como patrimônio, preservado para a 'posteridade', alegando que é uma Área de Destacada Beleza Natural". Os leitores foram incitados pelo tabloide para persuadir o governo para certificar-se de que "[a] bunda [de Minogue] permanece em boas mãos - para transformá-lo em uma instituição nacional". Rumores e especulações alegando que Minogue tinha feito um procedimento para tornar sua bunda mais atraente se tornaram comuns ao redor do mundo. No mesmo ano, o radialista e jornalista britânica Johnny Vaughan comentou que "se um alienígena caisse na terra, ele acharia que bunda de Kylie é líder do mundo". O estilista e amigo de Minogue, William Baker, explicou sua decisão de que a cantora deveria "mostrar"o seu traseiro no vídeo, dizendo que o mesmo "é como um pêssego - sexo venderia e seu melhor trunfo é sua bunda". A resposta da cantora sobre a atenção para suas nádegas foi "seca", alegando que "nunca se saberia o que o futuro nos reserva e que com o passar do tempo ele se tornaria uma pêra". Devido ao grande impacto do clipe, Minogue fez um seguro de US$ 5 milhões de seu traseiro.
O shortinho foi considerado tão "icônico" e alega-se que ele foi a razão por trás de "Spinning Around" tornar-se um "hino musical e visual em 2000". De acordo com a entrada de catálogo para a peça de roupoa para a Coleção do Museu de Artes Performáticas, no Arts Centre, em Melbourne, a artista britânica e fotógrafa Katerina Jebb comprou a calça por cinquenta centavos em um brechó e ele só foi selecionado para uso no vídeo na noite antes das filmagens, embora Minogue havia usado o short anteriormente para a sessão de fotos promocionais do single. Ela ficou surpresa com a atenção que atraiu, comentando que "nunca imaginei o impacto que um shortinho de cinquenta centavos teria". Ela também disse que a natureza reveladora da peça a fez sentir insegura durante as filmagens, dizendo "eu realmente não me sentia segura [neles], o que é a coisa mais maluca. Eu me lembro de sentir muito segura durante a filmagem e que iria me envolver totalmente no set e iria o jogar fora após as gravações". A vestimenta é muitas vezes referida como "aquele shortinho", e tornou-se um símbolo para a vitalidade e a juventude da cantora. Considerado um de seus looks de marca registrada, a roupa que ela usava no vídeo musical foi colocado em exposição no Kylie: The Exhibition, uma exposição que mostra "trajes e recordações recolhidos ao longo da carreira de Kylie", realizado no Victoria and Albert Museum em Londres, Inglaterra, e a Kylie: An Exhibition, uma exposição semelhante realizada no Powerhouse Museum em Sydney, Austrália. O shortinho também foi incluída no livro de fotografia de moda oficial de Minogue, Kylie / Fashion, que foi lançado em 19 de novembro de 2012 pela Thames and Hudson para comemorar sua conclusão de 25 anos na música. Em fevereiro de 2014, Minogue doou o shortinho para o museu de Artes Performáticas do Arts Centre, em Melbourne.

## Apresentações ao vivo
Em 30 de junho de 2000, Minogue cantou "Spinning Around" no programa de televisão britânico de música Top of the Pops. Ela cantou a música pela segunda vez no programa, em 7 de julho do mesmo ano.

## Formatos e faixas
| CD single do Reino Unido e Austrália - Disco 1 |                                            |         |  |
| N.º                                            | Título                                     | Duração |  |
| 1.                                             | "Spinning Around"                          | 3:28    |  |
| 2.                                             | "Spinning Around" (Sharp Vocal Mix)        | 7:04    |  |
| 3.                                             | "Spinning Around" (7th Spinnin' Dizzy Dub) | 5:20    |  |
| 4.                                             | "Spinning Around" (vídeo musical)          | 3:28    |  |

| CD single do Reino Unido e Austrália - Disco 2 |                        |         |  |
| N.º                                            | Título                 | Duração |  |
| 1.                                             | "Spinning Around"      | 3:28    |  |
| 2.                                             | "Cover Me with Kisses" | 3:08    |  |
| 3.                                             | "Paper Dolls"          | 3:35    |  |

| Maxi single |                                     |         |  |
| N.º         | Título                              | Duração |  |
| 1.          | "Spinning Around"                   | 3:28    |  |
| 2.          | "Cover Me with Kisses"              | 3:08    |  |
| 3.          | "Paper Dolls"                       | 3:35    |  |
| 4.          | "Spinning Around" (Sharp Vocal Mix) | 7:04    |  |
| 5.          | "Spinning Around" (vídeo musical)   | 3:28    |  |

## Desempenho nas tabelas musicais
| Tabela musical (2000)                          | Melhor posição |
| ---------------------------------------------- | -------------- |
| Austrália (ARIA)                               | 1              |
| Bélgica (Ultratop 50 de Flandres)              | 35             |
| Bélgica (Ultratop 50 da Valônia)               | 39             |
| França (SNEP)                                  | 28             |
| O campo songid é OBRIGATÓRIO PARA PARADA ALEMÃ | 62             |
| Irlanda (IRMA)                                 | 4              |
| Países Baixos (Single Top 100)                 | 31             |
| Nova Zelândia (Recorded Music NZ)              | 2              |
| Suécia (Sverigetopplistan)                     | 42             |
| Suíça (Schweizer Hitparade)                    | 34             |
| Reino Unido (Official Charts Company)          | 1              |

| Tabela musical (2000)             | Posição |
| --------------------------------- | ------- |
| Austrália (ARIA)                  | 28      |
| Nova Zelândia (Recorded Music NZ) | 24      |